# Barry Ryan (zpěvák)
Barry Ryan (roz. Barry Sapherson, 24. října 1948, Leeds, West Riding of Yorkshire – 28. září 2021) byl britský popový zpěvák a fotograf.

## Životopis
Barry Ryan se narodil v Leedsu, West Riding of Yorkshire, jako syn popové zpěvačky Marion Ryan. Vystupovat začal se svým dvojčetem Paulem ve věku 16 let. V roce 1965 podepsali nahrávací smlouvu se společností Decca Records pod jménem Paul & Barry Ryan. Během dvou let nashromáždili 8 nejlepších Top 50 singlů ve Velké Británii. Jejich bestsellery byly „Don't Bring Me Your Heartaches“, hit číslo 13 v roce 1965, „I Love Her“, hit číslo 17 v roce 1966 a „Have Pity on the Boy“, hit číslo 18 ve stejném roce.
Kvůli stresu se Paul Ryan odhlásil ze showbyznysu a Barry pokračoval jako sólový umělec a umožnil svému bratrovi zůstat mimo pozornost a soustředit se na psaní písní. Jejich největším úspěchem dua skladatel-zpěvák, v té době pro MGM Records, byla „Eloise“, hit číslo 2 v roce 1968. Melodramatický a silně orchestrovaný, prodalo se ho přes milion kopií a byl oceněn zlatým kotoučem. „Love is Love“, jejich další záznam v žebříčku, se také stal milionovým prodejcem.
Ryan byl také populární v Německu a ve Francii. Singl „Red Man“ dosáhl čísla 2 ve francouzském žebříčku v roce 1971. Propagován německým časopisem pro mládež Bravo nahrál řadu písní v němčině. „Die Zeit macht nur vor dem Teufel halt“ („Time Only Stopps for the Devil“; anglická nahrávka jako „Today“ vydaná na albu Red Man v roce 1971) dosáhla svého vrcholu jako osmá v pořadí.
Ryan přestal vystupovat na začátku 70. let. Na konci devadesátých let se vrátil na scénu, když byla vydána sada dvou CD se starými písněmi jeho a jeho bratra. Ryan byl také součástí „Solid Silver’ 60s Tour“ po Velké Británii v roce 2003, zpíval „Eloise“ za podpory Dakotů.

## Osobní život
Ryan byl krátce ženatý s Tunku (princeznou) Miriam binti al-Marhum Sultan Sir Ibrahim (* 1950), jedinou dcerou sultána Ibrahima z Johoru a jeho šesté manželky Sultany Marcelly (rozené Marcelly Mendl). V roce 1976 se vzali a v roce 1980 se rozvedli, neměli žádné děti.  Jeho nevlastní otec byl americký agent a hudební promotér Harold Davison.
Zemřel 28. září 2021 ve věku 72 let.

## Diskografie

### Singly
| Rok  | Titul                                    | Místo v žebříčku        | Místo v žebříčku         | Místo v žebříčku        | Místo v žebříčku       | Místo v žebříčku | Místo v žebříčku | Popis                |
| Rok  | Titul                                    | DE                      | AT                       | CH                      | UK                     | US               | Can              | Popis                |
| ---- | ---------------------------------------- | ----------------------- | ------------------------ | ----------------------- | ---------------------- | ---------------- | ---------------- | -------------------- |
| 1968 | "Goodbye"                                | –                       | –                        | –                       | –                      | –                | –                | MGM 1423             |
| 1968 | "Eloise"                                 | 1 (25) 9. prosince 1968 | 2 (16) 15. ledna 1969    | 1 (11) 3. prosince 1968 | 2 (12) 26. října 1968  | 86 1969          | 36 leden 1969    | MGM 61207 MGM 14010  |
| 1968 | "Love Is Love"                           | 4 (18) 10. března 1969  | 11 (12) 15. dubna 1969   | 6 (7) 25. února 1969    | 25 (4) 22. února 1969  | –                | –                | MGM 61211            |
| 1969 | "The Colour of My Love"                  | 23 (5) 27. října 1969   | –                        | –                       | –                      | –                | –                | MGM 61215            |
| 1969 | "The Hunt"                               | 22 (10) 13. října 1969  | 20 (8) 15. prosince 1969 | –                       | 34 (5) 4. října 1969   | –                | –                | Polydor 59327        |
| 1970 | "Magical Spiel"                          | 22 (7) 9. března 1970   | –                        | –                       | 49 (1) 21. února 1970  | –                | –                | Polydor 2001004      |
| 1970 | "Kitsch"                                 | 10 (15) 1. června 1970  | –                        | –                       | 37 (6) 16. května 1970 | –                | –                | Polydor 2001035      |
| 1970 | "We Did It Together"                     | –                       | –                        | –                       | –                      | –                | –                | Polydor 2001119      |
| 1971 | "It Is Written"                          | 50 (1) 7. června 1971   | –                        | –                       | –                      | –                | –                | Polydor 2001154      |
| 1971 | "Red Man"                                | –                       | –                        | –                       | –                      | –                | –                | Polydor 2001205      |
| 1971 | "Zeit macht nur vor dem Teufel halt"     | 8 (17) 31. ledna 1972   | –                        | –                       | –                      | –                | –                | Polydor 2001207      |
| 1971 | "Can't Let You Go"                       | –                       | –                        | –                       | 32 (5) 15. ledna 1972  | –                | –                | Polydor 2001256      |
| 1972 | "Sanctus, Sanctus Hallelujah" (německy)  | 42 (1) 25. září 1972    | –                        | –                       | –                      | –                | –                | Polydor 2001333      |
| 1972 | "From My Head to My Toe"                 | –                       | –                        | –                       | 32 (5) 15. ledna 1972  | –                | –                | Polydor 2001335      |
| 1972 | "Sanctus, Sanctus Hallelujah" (anglicky) | –                       | –                        | –                       | –                      | –                | –                | Polydor 2001337      |
| 1972 | "I'm Sorry Susan"                        | –                       | –                        | –                       | –                      | –                | –                | Polydor 2001362      |
| 1975 | "Do That"                                | –                       | –                        | –                       | –                      | –                | –                | Ariola 13846         |
| 1975 | "Matayo"                                 | –                       | –                        | –                       | –                      | –                | –                | RAK 222)             |
| 1976 | "Judy"                                   | –                       | –                        | –                       | –                      | –                | –                | Bell                 |
| 1976 | "Where Were You"                         | –                       | –                        | –                       | –                      | –                | –                | Private Stock PVT 70 |
| 1977 | "Brother"                                | –                       | –                        | –                       | –                      | –                | –                | Private Stock PVT 87 |
| 1989 | "Turn Away"                              | –                       | –                        | –                       | –                      | –                | –                | RCA PB 43329         |
| 1989 | "Light in Your Heart"                    | –                       | –                        | –                       | –                      | –                | –                | RCA PB43989          |